# Euthotorax debilis
Euthotorax debilis är en skalbaggsart som först beskrevs av Erich Wasmann 1894.  Euthotorax debilis ingår i släktet Euthotorax och familjen kortvingar. Inga underarter finns listade i Catalogue of Life.